# Dreifaltigkeitskirche (Eschenau)

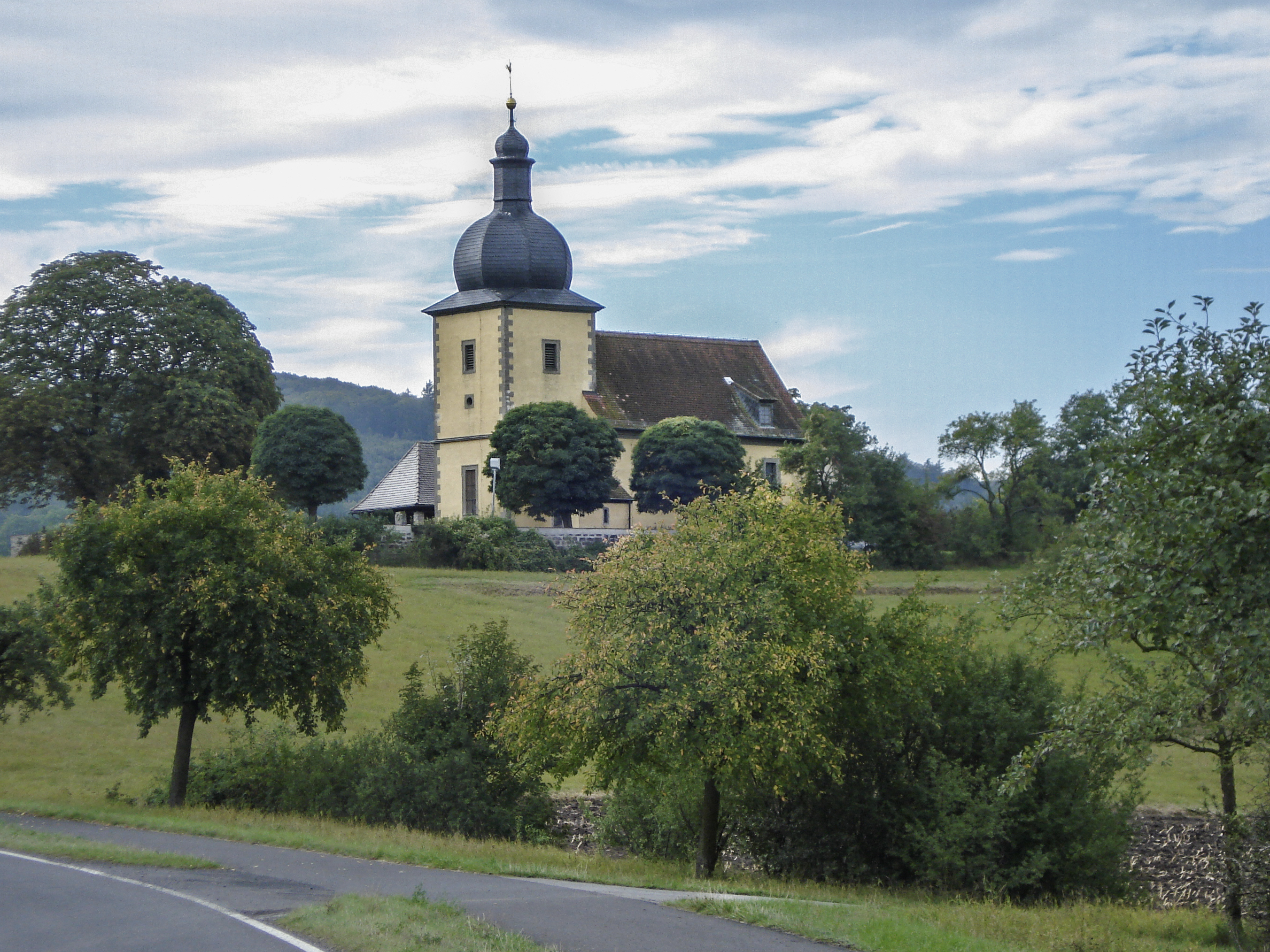
Dreifaltigkeitskirche (Eschenau)

Die evangelische Dreifaltigkeitskirche ist die Pfarrkirche von Eschenau, einem Gemeindeteil von Knetzgau im unterfränkischen Landkreis Haßberge in Bayern. Der Chorturm des denkmalgeschützten Bauwerks entstand Ende des 16. Jahrhunderts. Die Kirchengemeinde gehört zur Pfarrei Westheim des Dekanats Rügheim im Kirchenkreis Bayreuth der Evangelisch-Lutherischen Kirche in Bayern.

## Beschreibung
Der mit einer Welschen Haube bedeckte und mit Ecksteinen verzierte Chorturm der Saalkirche wurde um 1600 gebaut. An ihn wurde um 1720 das mit einem Satteldach bedeckte Langhaus nach Westen angebaut. Aus dieser Zeit stammt auch die Kirchenausstattung. Den Innenraum überspannt ein hölzernes Tonnengewölbe.